# Katastrofa mostu Almöbron
Katastrofa mostu Almöbron – katastrofa, która wydarzyła się 18 stycznia 1980 w nocy, w pobliżu szwedzkiego miasta Stenungsund, w wyniku zderzenia masowca MS Star Clipper z mostem Almöbron.
Most został oddany do użytku 15 czerwca 1960, jako najdłuższy z trzech mostów, łączących Stenungsund na zachodnim wybrzeżu Szwecji z wyspą Tjörn. W chwili otwarcia był najdłuższym mostem łukowym na świecie.
MS Star Clipper powstał w stoczni w Malmö w 1968 i rok później został sprzedany norweskiemu przedsiębiorstwu żeglugowemu Billabong-Per Wasler & Co. z siedzibą w Bergen.

## Katastrofa
Do katastrofy doszło mglistej nocy 18 stycznia 1980 o 1.30. Masowiec o nośności 27 450 ton, płynący z Norwegii do Uddevalli, z niewiadomych przyczyn zboczył z kursu.
MS „Star Clipper” zamontowaną nad nadbudówką suwnicą uderzył w bok łuku przęsła mostu. Uderzenie okazało się wystarczająco silne, by spowodować zawalenie się łuku, który runął do cieśniny i na statek. Załoga statku, by ostrzec kierowców jadących mostem, użyła flar. Zawiadomiona policja zjawiła się po dziesięciu minutach, ale wyłącznie od strony Stenungsund. Po drugiej stronie mostu przybycie na miejsce zdarzenia zajęło policji czterdzieści minut, przez co nie udało się całkowicie zatrzymać ruchu drogowego. W rezultacie tego, do wody wpadło siedem samochodów, co spowodowało śmierć ośmiu osób. Załoga statku nie poniosła strat w ludziach.
Przyczyny katastrofy nie udało się ustalić. Szwedzka rządowa komisja śledcza (Statens haverikommission – SHK), badająca wypadek na moście, nie ustaliła odpowiedzialnych za katastrofę.
Most, o nowej nazwie Tjörnbron, odbudowano w rekordowo krótkim czasie, a jego ponownego otwarcia dokonał 9 listopada 1981 król Karol XVI Gustaw. Obecny most to most wantowy, o długości całkowitej 664 m i szerokości 15,2 m.